# Stixenstein (Herrschaft)
Die Herrschaft Stixenstein war eine Grundherrschaft im Viertel unter dem Wienerwald im Erzherzogtum Österreich unter der Enns, dem heutigen Niederösterreich.

## Ausdehnung
Die Herrschaft mit den Gülten Rothengrub und Vöstenhof umfasste zuletzt die Ortsobrigkeit über Greith, Schrattenbach, Innthal, Hornungsthal, Rosenthal, Rothengrub, Stolzenwörth, Puchberg, Knöpflitz, Hengstberg, Schneeberg, Losenheim, Pfenningbach, Sierning, Rohrbach im Graben, Rohrbach im Steinfelde, Ternitz, St. Johann, Döppling, Hintenbürg, Blindendorf, Dunkelstein, St. Lorenzen, Reith, Flatz, Mahrersdorf, Gutenmann, Vöstenhof, Burg, Gadenweit, Sieding, Thann und Stixenstein. Der Sitz der Verwaltung befand sich in der Burg Stixenstein.

## Geschichte
1503 bis 1513 hatte Wilhelm Wolfenreuter die Herrschaft Stixenstein vom Kaiser pfandweise inne.
Der letzte Inhaber der Familienfideikommissherrschaft war Graf Johann Ernst Graf von Hoyos-Sprinzenstein, der auch in Horn, Rosenburg, Drosendorf, Hohenberg, Kreuzstetten und Gutenstein begütert war. Seine Herrschaften wurden nach den Reformen 1848/1849 aufgelöst.